# Musa II
Musa ibn Musa (785 circa – Guadalajara, 862) è stato uno dei più importanti rappresentanti della famiglia dei Banu Qasi.

## Origine
Figlio di Musa ibn Fortún († ca. 788), e della sua seconda moglie, di cui non si conosce né il nome né gli ascendenti. La madre, rimasta vedova, nel 788, si risposò con Íñigo Jimenez Arista († dopo il 790, figlio di Semen, duca di Guascogna in tarda età, dall'812 all'816, e Oneca o forse Leodegundia delle Asturie), a cui diede un figlio, Eneco Arista († 852), futuro primo re di Pamplona.

## Biografia
Sposò una cugina, Assona Íñiguez, figlia del suo fratellastro uterino, Eneco Arista di Pamplona e di Onneca Velasquez, che gli fu data in sposa, ancora bambina, nell'812.

I domini di Musa II, alla sua morte, si estendevano dalla valle dell'Ebro, sino ai Pirenei e alla contea di Barcellona

Musa rimase fedele all'emiro di Cordova, mettendosi spesso al servizio del governatore di Saragozza.
Alleandosi però con il re di Pamplona, Eneco Arista, suo fratellastro e suocero contemporaneamente, si annetté il waliato di Huesca nell'840, che lo portò a controllare la valle dell'Ebro anche nella sua parte media.
ʿAbd al-Raḥmān II ibn al-Ḥakam lo riconobbe wali di Arnedo e di Tudela, nell'843; Musa si ribellò all'emiro e sconfisse le truppe di al-Andalus, ma l'anno seguente fu sconfitto dalle truppe dell'emirato comandate dal figlio dell'emiro,
Muḥammad.
Comunque, qualche anno dopo, il nuovo emiro Muḥammad I ibn ʿAbd al-Raḥmān lo nominò wali di Saragozza, ma Musa si ribellò nuovamente e si impadronì di Saragozza, Huesca, Tudela e arrivo sino a Toledo.
L'emiro cercò allora di combatterlo mettendogli contro la famiglia dei Banu Tujib.
Dopo queste conquiste il potere di Musa II si era esteso ad una grande parte della ex provincia Tarraconense, per cui si autodefiniva "tertius regem in Spania" ("terzo re di Spagna"), dopo l'emiro di Cordova e il re delle Asturie.
Allora Musa cercò di attaccare il regno delle Asturie, ma, nell'859, fu sconfitto dal re Ordoño I delle Asturie a Monte Lattice, vicino alla città di Albaida (l'attuale Albelda de Iregua), che Musa aveva fortificato che Ordoño poi assediò, conquistò e distrusse, uccidendone il governatore.
Musa morì in battaglia combattendo vicino a Guadalajara nel corso dell'862.

## Discendenza
Musa e Assona ebbero cinque figli:
- Lupo ibn Mussa, governatore di Toledo che dopo la sconfitta dell'859 dovette giurare fedeltà a Ordoño I delle Asturie
- Muhammad ibn Mussa
- Mutarif ibn Mussa, che conquistò Tudela, ma fatto prigioniero dall'emiro, Muḥammad I ibn ʿAbd al-Raḥmān, fu giustiziato con tutti i suoi figli, nell'873
- Ismail ibn Mussa
- Fortun ibn Mussa